# Campylopus crispatulus
Campylopus crispatulus là một loài rêu trong họ Dicranaceae. Loài này được Thér. mô tả khoa học đầu tiên năm 1926.